# Campeonato Nacional da Guiné-Bissau de 2016-17
O Campeonato Nacional da Guiné-Bissau de 2016-17 foi a 39ª edição do principal torneio interclubes do país. Foi organizado pela Federação de Futebol da Guiné-Bissau.
O Sport Bissau e Benfica era o detentor do título e voltou a conquistar o campeonato, qualificando-se para a  Liga dos Campeões da CAF de 2017, ano em que o time foi a base para a seleção nacional, que participou da CAN pela primeira vez.

## Fórmula de disputa
A primeira divisão é composta por 14 equipas, que jogam entre si em sistema de turno e returno. Ao final, as três últimas da tabela serão rebaixadas para a segunda divisão. 

## Equipes participantes
- Clube de Futebol Os Balantas (Mansôa)
- Cuntum FC (Cuntum)
- Estrela de Cantanhez FC (Cubucaré)
- FC Canchungo (Canchungo)
- Lagartos FC (Bambadinca)
- Flamengo de Pefine (Bissau)
- Nuno Tristão FC (Bula)
- Pelundo FC (Pelundo)
- SC Portos de Bissau (Bissau)
- Sport Bissau e Benfica (Bissau)
- Sporting Clube de Bafatá (Bafatá)
- Sporting Clube de Bissau (Bissau)
- FC Sonaco (Sonaco) desqualificado
- União Desportiva Internacional (Bissau)

## Premiação
| Campeonato Nacional da Guiné-Bissau de 2016-17 |
| Guiné-Bissau                                   |
| ---------------------------------------------- |
| Sport Bissau e Benfica Campeão (11º título)    |